# ZZ-Kurve
Die ZZ-Kurve oder FE-Kurve stellt innerhalb des keynesianischen Mundell-Fleming-Modells eine Gleichgewichtssituation der Zahlungsbilanz zwischen dem Saldo der Leistungsbilanz und der Kapitalbilanz dar. 
Je nach Verlauf der Kurve innerhalb eines r/Y-Diagramms sind Rückschlüsse auf die Kapitalmobilität (vollkommene Kapitalmobilität oder unvollkommene Kapitalmobilität) möglich.

## Mathematische Herleitung
Die Gleichung der ZZ-Kurve lautet: 
{\displaystyle X(Y^{*},e)-Im(Y,e)+F(r,r^{*})=0}.
- X = Exporte des Inlands in das Ausland
- Im = Importe des Inlands aus dem Ausland
- F = Saldo der Kapitalbilanz
- Y = Einkommen
- r = Zinssatz
- e = Wechselkurs
- * = ausländische Größe.

## Leistungsbilanz
Gemäß der Gleichung ist das Exportvolumen positiv vom ausländischen Einkommen abhängig und steigt bei Abwertung der heimischen Währung. Die Importmenge steigt bei zunehmendem inländischen Einkommen sowie bei einer Aufwertung der heimischen Währung.

## Kapitalbilanz
Bei steigendem inländischem Zinssatz {\displaystyle r} steigt der Kapitalimport, wenn {\displaystyle r>r*}, da es für ausländische Anleger lohnender erscheint, ihr Geld zu einem möglichst hohen Zinssatz zu investieren. Bei steigendem ausländischen Zinssatz {\displaystyle r*>r} steigt wiederum der Kapitalexport, da ausländische Geldanlagen an Attraktivität gewinnen. Somit ist der Saldo der Kapitalbilanz positiv vom inländischen Zinssatz und negativ vom ausländischen Zinssatz abhängig.